# Jimmy Rogers
Jimmy Rogers (3 de junio de 1924-19 de diciembre de 1997) fue un guitarrista y cantante de blues estadounidense. Fue conocido por su participación en los trabajos de Muddy Waters durante las décadas de 1950 y 1960. Fue uno de los mentores y precursores del blues de Chicago.

## Discografía
- Gold Tailed Bird (Shelter, 1972)
- Sloppy Drunk (Evidence, 1973)
- That's All Right (Black & Blue, 1974)
- Live (JSP, 1982)
- Feelin' Good (Blind Pig, 1985)
- Butt Rockin' (Benchmark, 1981)
- Ludella (Antone's, 1990)
- Blue Bird (APO, 1994)
- With Ronnie Earl & The Broadcasters (Bullseye Blues, 1994)
- Blues Blues Blues (Atlantic, 1998)